# Галичный
Галичный — посёлок в Комсомольском районе Хабаровского края. Административный центр Галичного сельского поселения.

## Население
| 1992 | 2002 | 2010 | 2011 | 2012 | 2021 |
| ---- | ---- | ---- | ---- | ---- | ---- |
| 724  | ↘548 | ↗581 | ↗586 | ↘561 | ↘483 |

## Улицы
| - ул. Заречная, - ул. Лесная, - ул. Советская, | - ул. Совхозная, - ул. Таёжная, - ул. Школьная. |